# Barbat na Rabu
Barbat vagy teljes nevén Barbat na Rabu (olaszul Barbato) település a horvátországi Rab szigeten. Rab várostól délkeletre található a sziget délnyugati oldalán, a Barbati-csatorna mentén. Lakosainak száma 1205 fő.

## Történet
Barbat volt az első település, amelyet a Rabra települők megalapítottak. A helyiek már a kezdetektől fogva állattenyésztéssel (juhok és méhek elsősorban), valamint zöldség- és gyümölcstermesztéssel foglalkoztak.

## Turizmus
Manapság a városka az idegenforgalomból él, számos kisebb, de jól felszerelt jachtkikötő és -javítóműhely áll a hajósok rendelkezésére. A városkától délre elterülő Pudarica homokos-aprókavicsos strandja vonzza az ide látogatókat. A Barbati-csatorna kiváló vitorlázó-, szörf- és vízisízőhely.

## Nevezetességei
A Kamenjak oldalában található kora keresztény Szent Demjén templom (mely egykor bizánci erődítmény része volt), valamint a városka központjában álló Szent István templom. Az erőd a térség Justinianus császár általi visszahódításának idejéből származó korai bizánci castellum, melynek egyszerre volt menedék, felderítő és védekező funkciója. Alaprajza szabálytalan háromszög alakú, amelynek északnyugati csúcsa a domb tetején található. Alakja szinte teljesen kivehető, még olyan részeken is, ahol nincs falazat, könnyen felismerhető. Az erőd belsejében található a Szent Kozma és Damján temploma, mely az egyszerű, egyhajós, késő ókori, ókeresztény kultuszépületek egyike, félkör alakú apszissal, biforámákkal, lizénákkal és külső homlokzatán sekély fülkékkel. Időközben román stílusú átépítés történt a templomban, ami csökkentette a méreteit. Története 6. századig nyúlik vissza. A 19. század közepén hagyták el.

## Mišnjak

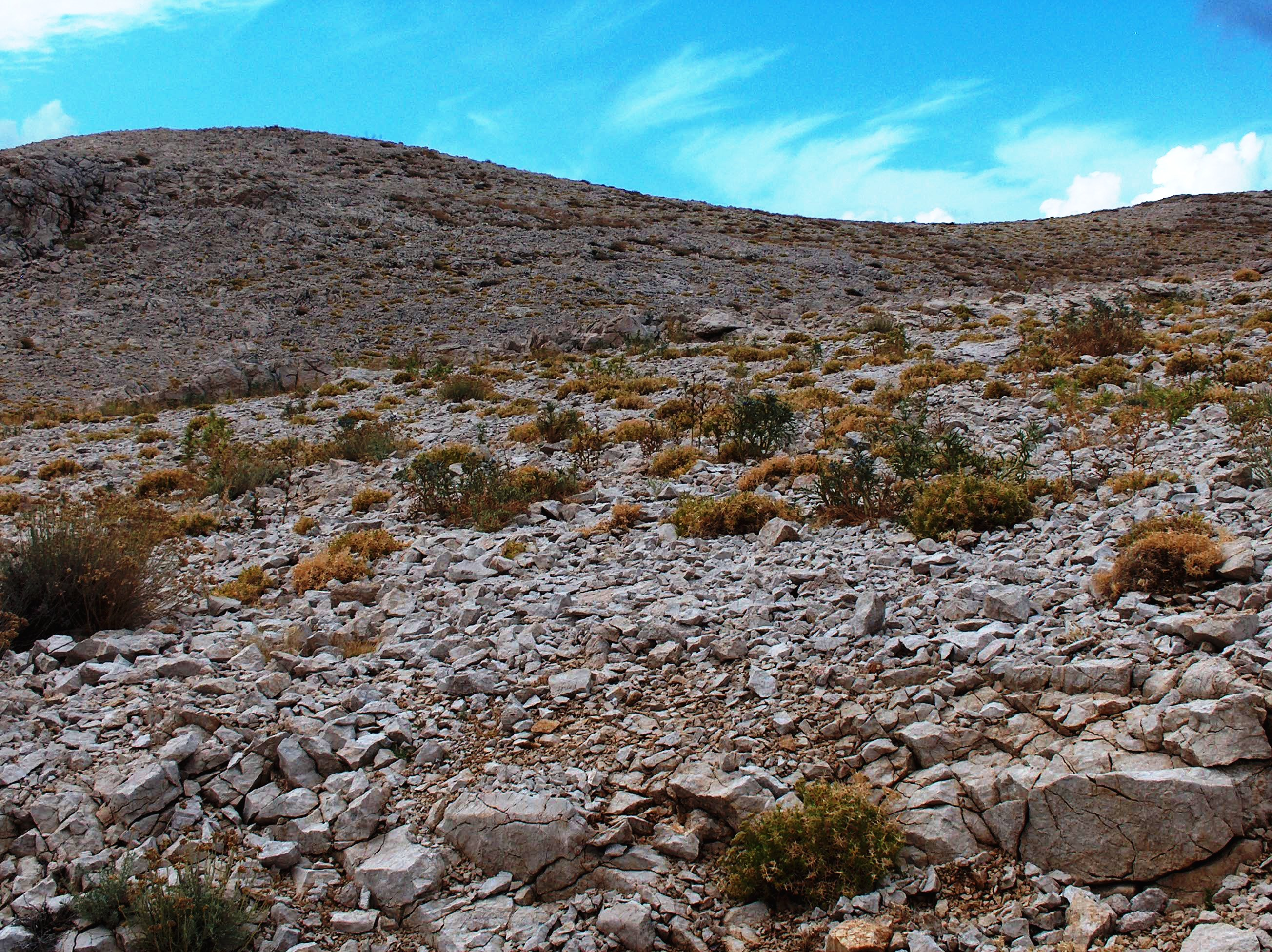
Rab felszíne a mišnjaki kompkikötő mellett

Közigazgatásilag a településhez tartozik Mišnjak, mely a sziget déli kompkikötője, sűrű kompjáratokkal a szárazföldi Jablanac felé. Nevét a közeli Mišnjak szigetről kapta, melynek északi részén egy világítótorony is található, melynek láthatósága 3 tengeri mérföld. A kompkikötőt csak a komphajók használhatják, más vízi járművek kikötése csak vész esetén megengedett. A bóra miatt a szigetet és Rabot összekötötték egy hullámtörővel, így a kompkikötés biztonságosabbá vált.

## Dolin
Barbattal szemben fekvő, közigazgatásilag hozzá tartozó hosszú, keskeny Dolin sziget lakatlan. Legmagasabb pontja a Samotarac 117 m magas. Északi végén (Donji rt) egy világítótorony található, láthatósága 7 tengeri mérföld.